# Улица Василия Степанченко
У́лица Василия́ Степа́нченко расположена в Святошинском районе города Киева в границах жилых массивов Авиагородок и Академгородок (Святошинский район). Пролегает от улицы Григория Онискевича до Рабочей улицы вдоль железной дороги.
Протяжённость улицы — 2 км.
Возникла в середине XX столетия под названием 65-я Новая, в 1953-2007 годах — Служебная. Современное название в честь авиастроителя, Героя Социалистического Труда В. А. Степанченко, — с 2007 года.
До середины 1980-х начиналась от площади Героев Бреста (укорочена в связи с обустройством Святошинского рынка). В средней части не имеет сквозного проезда вследствие незаконной застройки частными гаражами.
К улице Василия Степанченко примыкают: улицы Анатолия Пантелькина — Хмельницкая — Звенигородская — Василия Алексухина — Ивана Улитина — Николая Краснова — Максима Железняка и Академика Кржижановского.

## Транспорт
- Ближайшие станции метро — «Академгородок», «Святошин».
- Автобус 97 (по бульвару Академика Вернадского).
- Маршрутки 197, 199, 202, 497, 510.
- Железнодорожная станция Святошин, остановочная платформа Новобеличи.

## Почтовый индекс
03115

## Географические координаты
координаты начала — 50°27′44″ с. ш. 30°23′12″ в. д.
координаты конца — 50°28′24″ с. ш. 30°21′53″ в. д.